# Marc Trudeau
Marc Vincent Trudeau (ur. 20 maja 1957 w Hollywood) – amerykański duchowny katolicki, biskup pomocniczy Los Angeles od 2018.

## Życiorys
Święcenia kapłańskie otrzymał 6 sierpnia 1991 i został inkardynowany do archidiecezji Los Angeles. Pracował przede wszystkim jako duszpasterz parafialny. W 2013 został wicerektorem seminarium w Camarillo, a rok później objął funkcję jego rektora.
5 kwietnia 2018 papież Franciszek mianował go biskupem pomocniczym Los Angeles ze stolicą tytularną Tinis in Proconsulari. Sakry udzielił mu 7 czerwca 2018 arcybiskup José Horacio Gómez.